# 勒洛勒尔
勒洛勒尔（法語：Le Loreur，法語發音：[lə lɔʁœʁ]）是法国芒什省的一个市镇，属于库唐斯区。

## 地理
勒洛勒尔（48°52'10"N, 1°25'52"W）面积3.23 平方千米，位于法国诺曼底大区芒什省，该省份为法国西北部沿海省份，西、北、东北三面环大西洋，东起顺时针与卡爾瓦多斯省、奧恩省、马耶讷省和伊勒-维莱讷省接壤。
与勒洛勒尔接壤的市镇（或旧市镇、城区）包括：塞朗斯、于迪梅尼勒、拉默德拉基耶尔、圣索沃尔拉波姆赖、韦尔。

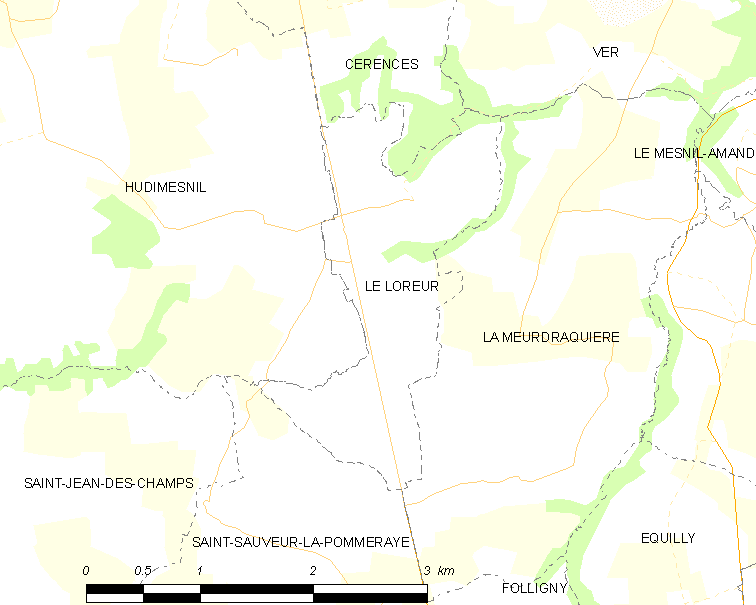
勒洛勒尔的OSM定位图

勒洛勒尔的时区为UTC+01:00、UTC+02:00（夏令时）。

## 行政
勒洛勒尔的邮政编码为50510，INSEE市镇编码为50278。

## 政治
勒洛勒尔所属的省级选区为布雷阿勒县。

## 人口

1962-2008年间勒洛勒尔人口变化图示

勒洛勒尔于2022年1月1日时的人口数量为262人。